# Ropalidia shestakowi
Ropalidia shestakowi är en getingart som beskrevs av Schulthess 1931. Ropalidia shestakowi ingår i släktet Ropalidia och familjen getingar. Inga underarter finns listade i Catalogue of Life.